# Shin-Nakano (metropolitana di Tokyo)
Shin-Nakano (新中野駅?, Shin-Nakano-eki) è una stazione della metropolitana di Tokyo e si trova nel quartiere di Nakano a Tokyo. Essa serve la linea Marunouchi della Tokyo Metro.

## Stazioni adiacenti
| «                | Servizio         | »                |
| Linea Marunouchi | Linea Marunouchi | Linea Marunouchi |
| ---------------- | ---------------- | ---------------- |
| Shin-Kōenji      | Linea principale | Nakano-Sakaue    |